# Lockstofffalle

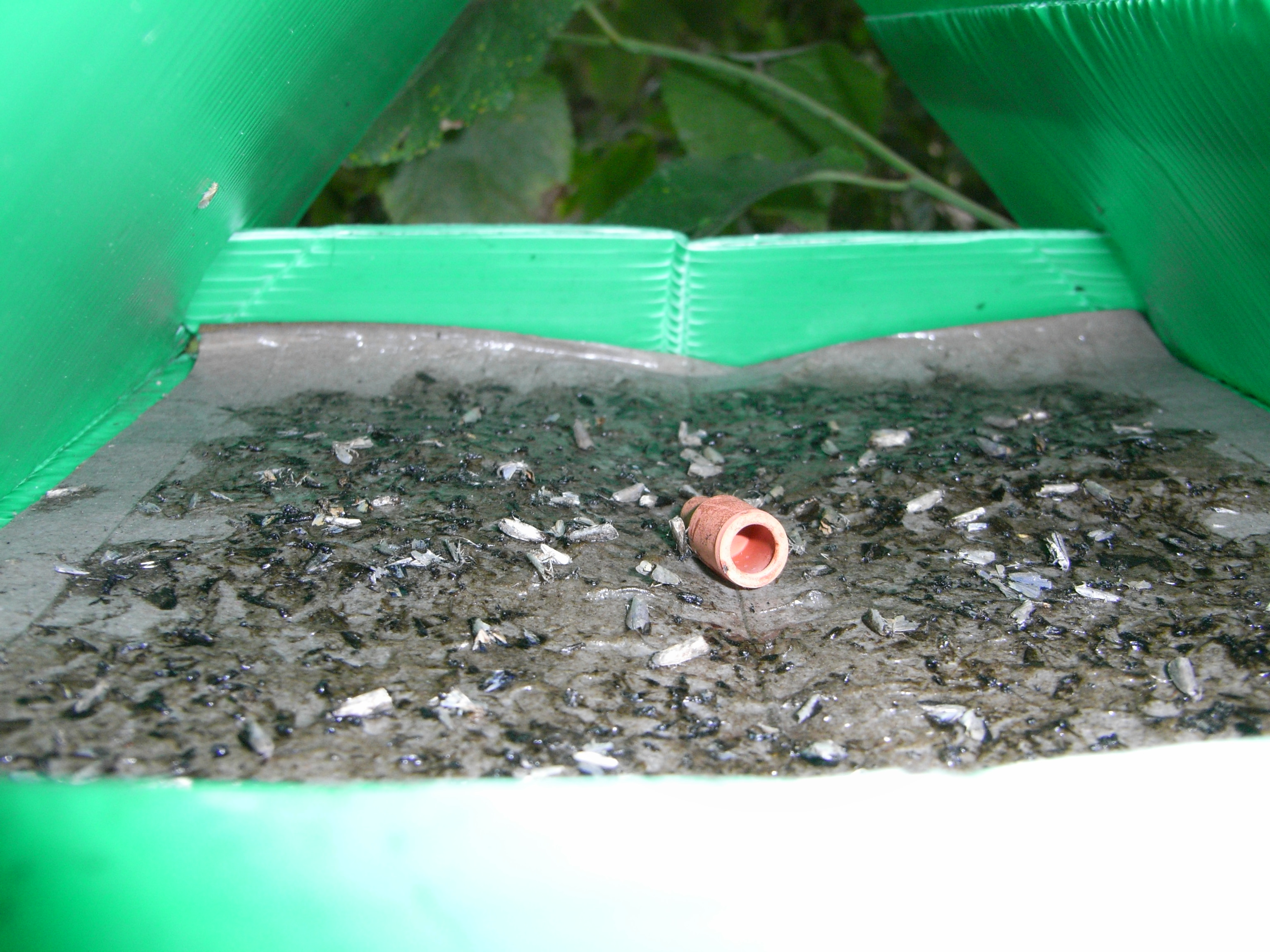
Lockstofffalle für Pflaumenwickler

Eine Lockstofffalle (auch Pheromonfalle genannt) wird zur Schädlingsbekämpfung und zur Ermittlung der Größe einer Schädlingspopulation, insbesondere bei Insekten verwendet.
Im Gegensatz zu Lockstofffallen enthalten Gelbtafeln in der Regel keine Pheromone, sondern locken Insekten durch die Farbwirkung an.

## Anwendung

### Monitoring
Zum Monitoring von Insektenbefall in Obstplantagen und im Wald benutzt man mit Pheromonen versehene Klebefallen (meist Leimfallen) zur Diagnose. So kann man z. B. artspezifisch Schmetterlingsmännchen fangen, deren Raupen als Schädlinge wirken. Bleiben Schmetterlingsmännchen in den Fallen kleben, so kann daraus der optimale Zeitpunkt für den Einsatz des Insektizids ermittelt werden. Damit kann man ggf. überflüssige Spritzungen vermeiden.

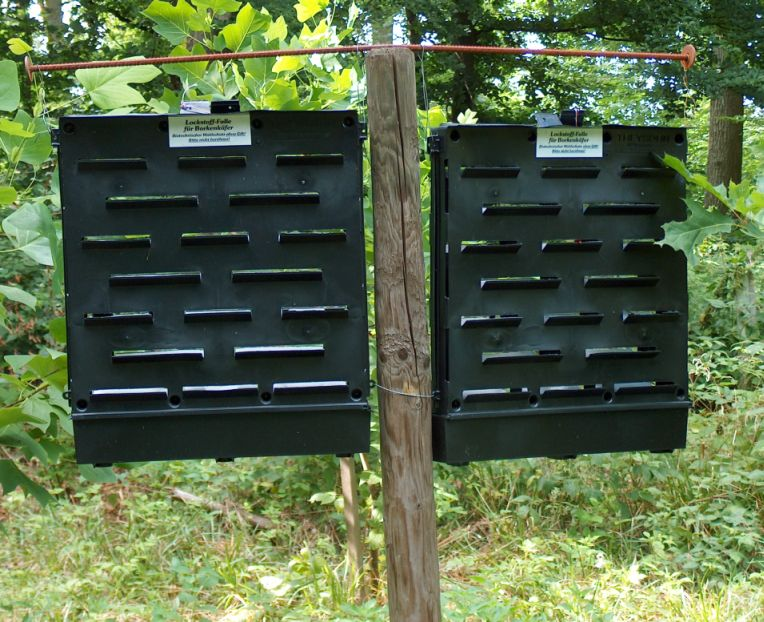
Lockstofffalle für Borkenkäfer

Borkenkäfer werden in der Regel mit Aggregationspheromonen der Männchen angeködert. Zum Fang werden Schlitzfallen benutzt. Dieses sind Flugfallen, die aus einander gegenüberliegenden Prallflächen und einem Auffangbehälter bestehen. Auf der Suche nach der Duftstoffquelle prallen die Borkenkäfer gegen die Falle und werden durch Schlitze in einen Auffangbehälter unter der Falle geleitet. Hier müssen sie regelmäßig entsorgt werden. Das Schlitzfallensystem arbeitet giftfrei. Die Fänge in den Fallen lassen vor allem Rückschlüsse über die Schwärmintensität und die Entwicklung der Käfer zu (Altkäfer, Jungkäfer, Erstbrut, Geschwisterbrut).

### Bekämpfung
Lockstofffallen sind z. B. mit artspezifischen Pheromonen und Klebstoff versehene Pappschachteln oder -tafeln. Die männlichen Insekten folgen den Lockstoffen, die normalerweise von Weibchen abgegeben werden, und bleiben am Klebstoff hängen. Dadurch kann bei einigen Insektenarten die Anzahl der Paarungen und damit die Anzahl der Nachkommen so weit vermindert werden, dass die Schäden für die Landwirtschaft vertretbar sind. In der Forstwirtschaft wird den Lockstofffallen keine schadmindernde Wirkung zugeschrieben.

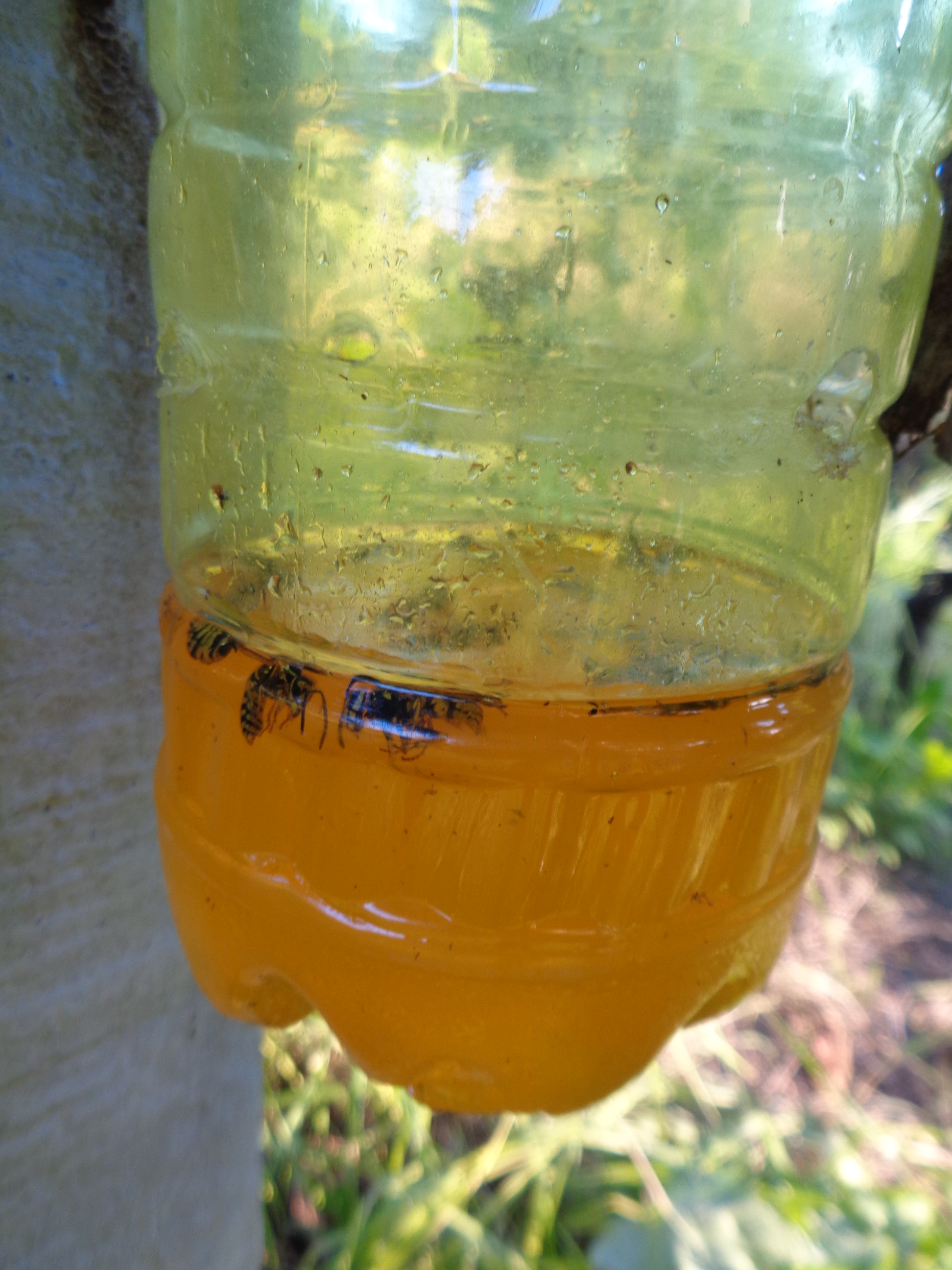
Falle für Wespen und Hornissen

Im Wein- und Obstbau wird die Schädlingspopulation mit Pheromonfallen bestimmt (z. B. Apfelwickler, Traubenwickler), um gegebenenfalls mit Insektiziden gezielt einzugreifen. Auch beim Maiswurzelbohrer werden Lockstofffallen zum Monitoring verwendet. Im Handel werden auch Lockstofffallen zur Bekämpfung von Fruchtfliegen angeboten.
Bestimmte Glasflügler-Arten, wie z. B. der Erlen-Glasflügler, dessen massenhaftes Auftreten in Erlen- und Birken-Beständen Schäden anrichten kann, spricht sehr gut auf Pheromonpräparate an. Zuweilen fliegen Tausende von männlichen Faltern solche Köder an.

## Verwirrmethode
Nicht zu verwechseln sind Pheromonfallen zur Insektenbekämpfung mit der Verwirrmethode, die ebenfalls Pheromone verwendet. Bei der Verwirrmethode wird unmittelbar das Kommunikationssystem zwischen männlichen und weiblichen Individuen einer Insektenart  gestört. Das großflächige Ausbringen einer Duftwolke mit einer Pheromonampulle verwirrt die männlichen Insekten, wodurch die Größe der nächsten Generation reduziert wird. Mehrfachdispenser ermöglichen die gleichzeitige Bekämpfung mehrerer Schadinsekten.